# خوسيه بيريز (مبارز بالسيف)
خوسيه بيريز (بالإسبانية: José Pérez)‏ هو مبارز بالسيف إسباني، ولد في 21 فبراير 1958.

## وصلات خارجية
- خوسيه بيريز على موقع أوليمبيديا (الإنجليزية)